# Истиклал
Истиклал (узб. Istiqlol/ Истиқлол) — посёлок городского типа, расположенный на территории Касанского района Кашкадарьинской области Республики Узбекистан.

Статус посёлка городского типа с 2009 года.